# Rosa litvinovii
Rosa litvinovii là loài thực vật có hoa trong họ Hoa hồng. Loài này được Chrshan. miêu tả khoa học đầu tiên.